# Monadenia troglodytes
Monadenia troglodytes је пуж из реда Stylommatophora и фамилије Helminthoglyptidae. 

## Угроженост
Подаци о распрострањености ове врсте су недовољни.

## Распрострањење
Сједињене Америчке Државе су једино познато природно станиште врсте.

## Станиште
Врста Monadenia troglodytes има станиште на копну.